# Chrysolina schatzmayri
Chrysolina schatzmayri é uma espécie de artrópode pertencente à família Chrysomelidae.